# Jizn
Jizn (en rus: Жизнь) és un poble (un possiólok) de l'óblast de Tula, a Rússia, segons el cens del 2010 tenia 347 habitants.